# Король Абдалла II (стадіон)
Стадіон імені короля Абдалли II (араб. ملعب الملك عبد الله الثاني) — футбольний стадіон з легкоатлетичним комплексом у йорданському місті Ель-Кувайсіма в провінції Амман. Стадіон розташований приблизно за 10 кілометрів на південний схід від центру столиці Аммана і вміщує 18 000 глядачів. Він є домашнім стадіоном футбольного клубу йорданської ліги «Аль-Вахдат». Збірна Йорданії з футболу також грає на цьому стадіоні міжнародні матчі.

## Історія
Стадіон був відкритий у 1998 році. Він був названий на честь короля Йорданії Абдалли II бін аль-Хусейна і є другим за величиною стадіоном в країні після Міжнародного стадіону Аммана. Стіни, що оточують стадіон, надають споруді вигляду фортеці. 2000 року тут були зіграні всі матчі першого чемпіонату Західної Азії з футболу. Об'єкт був відремонтований до чемпіонату Західної Азії з футболу 2010 року і був єдиним місцем проведення цього турніру. У 2016 році разом з трьома іншими стадіонами він прийняв чемпіонат світу серед жінок U-17. На ньому, серед іншого, відбулися два півфінали. Два роки потому, поряд із Міжнародним стадіоном Аммана, матчі чемпіонату Азії з футболу серед жінок 2018 року проходили на стадіоні імені короля Абдалли II. Тут же, крім групових матчів, було проведено півфінали.